# Santa Cristina Gela
Santa Cristina Gela is een gemeente in de Italiaanse provincie Palermo (regio Sicilië) en telt 893 inwoners (31-12-2004). De oppervlakte bedraagt 38,6 km², de bevolkingsdichtheid is 23 inwoners per km².

## Demografie
Santa Cristina Gela telt ongeveer 336 huishoudens. Het aantal inwoners steeg in de periode 1991-2001 met 8,1% volgens cijfers uit de tienjaarlijkse volkstellingen van ISTAT.
| Jaar | Inwoneraantal |
| ---- | ------------- |
| 1991 | 800           |
| 2001 | 865           |

## Geografie
De gemeente ligt op ongeveer 670 m boven zeeniveau.
Santa Cristina Gela grenst aan de volgende gemeenten: Altofonte, Belmonte Mezzagno, Marineo, Misilmeri, Monreale, Piana degli Albanesi.